# Saettia

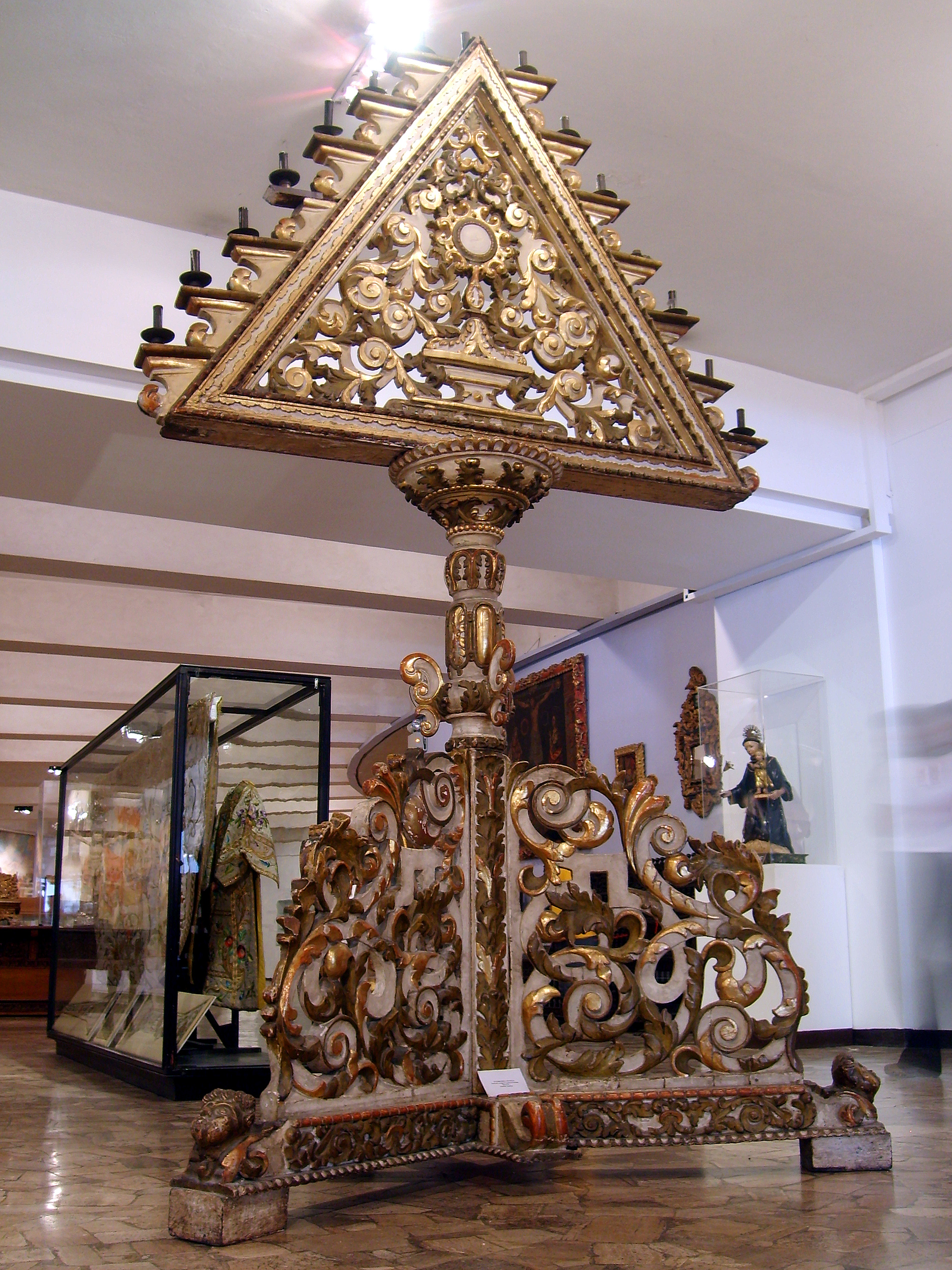
Saettia ispanoamericana del XVII secolo, Santiago del Cile

Una saettìa è un candelabro triangolare che sostiene quindici candele, usato nel rito cattolico dell'ufficio delle Tenebre.